# Parnassius Guccinii (album)
Parnassius Guccinii (1993) è il sedicesimo album di Francesco Guccini.

## Il disco
Il titolo, così come l'immagine di copertina, è quello della omonima farfalla presente nell'Appennino tosco-emiliano e descritta per la prima volta nel 1992 da Giovanni Sala, che ha voluto dedicarla "per gratitudine" al cantautore modenese, suo cantante preferito.

## I brani
La prima canzone dell'album, Canzone per Silvia, è dedicata all'attivista Silvia Baraldini.
La canzone Farewell è dedicata alla compagna Angela, la madre di sua figlia Teresa, con cui si era appena lasciato; viene citata, alla fine della terza strofa, un brano di Farewell, Angelina di Bob Dylan, per la precisione i versi "The triangle tingles and the trumpet plays slow", appunto per richiamare, ma in maniera non palese, il nome di Angela.
La canzone Nostra signora dell'ipocrisia è esplicitamente rivolta a Silvio Berlusconi, "Nostra signora dell'ipocrisia era un atto d'accusa verso Berlusconi e alcuni politici di allora, oltre che nei confronti della televisione".
Dovevo fare del cinema e Parole erano già state incise nel 1981 da Gian Piero Alloisio nel suo primo disco solista, Dovevo fare del cinema; le canzoni sono tutte scritte da Guccini, tranne la già citata Dovevo fare del cinema di Alloisio e Luna fortuna, scritta da Guccini per il testo e da Biondini per la musica.

## Riconoscimenti
Nel 1994 è stato premiato con la Targa Tenco come album dell'anno.

## Tracce
1. Canzone per Silvia – 5:04
2. Acque – 6:40
3. Samantha – 5:22
4. Farewell – 5:16
5. Nostra signora dell'ipocrisia – 4:23
6. Dovevo fare del cinema – 4:28
7. Non bisognerebbe – 3:52
8. Luna fortuna – 3:51
9. Parole – 6:12

## Formazione
- Francesco Guccini – voce
- Ares Tavolazzi – contrabbasso, basso
- Ellade Bandini – batteria, percussioni
- Gianni Coscia – fisarmonica
- Vince Tempera – pianoforte, tastiera, organo Hammond
- Juan Carlos Biondini – chitarra, seconda voce in Luna fortuna
- Piero Cairo – sintetizzatore, programmazione
- Lele Chiodi – seconda voce in Acque
- Lucio Fabbri – violino
- Roberto Manuzzi – sassofono baritono, sassofono contralto, armonica
- Antonio Marangolo – sassofono tenore, sassofono soprano

## Classifiche

### Classifiche settimanali
| Classifica (1994) | Posizione massima |
| ----------------- | ----------------- |
| Europa            | 39                |
| Italia            | 3                 |